# 하쿠시마역 (히로시마 고속교통)
하쿠시마(야스다 여자 중학고교 앞)역(일본어: 白島(安田女子中学高校前)駅, はくしま(やすだじょしちゅうがくこうこうまえ)えき 하쿠시마(야스다조시추우가쿠코오코오마에)에키[*])은 일본 히로시마현 히로시마시 나카구에 있는 히로시마 신교통 1호선의 역이다. 부역명은 "야스다 여자 중학고교 앞(安田女子中学高校前)"이다.
| 1 | ■ 하행 | 우시타 · 후도인마에 · 니시하라 · 오마치 · 야스히가시 · 조라쿠지 · 도모 · 도모추오 · 고이키코엔마에 방면 |
| 2 | ■ 상행 | 신하쿠시마 · 조호쿠 · 혼도리 방면                                                                       |

히로시마 고속 교통의 하쿠시마 역은 섬식 승강장 1면 2선의 구조를 갖춘 고가역이다.

## 같이 보기
- 히로시마 고속 교통 히로시마 신교통 1호선
- 히로시마 고속 교통

| 히로시마 고속 교통 히로시마 신교통 1호선 | 히로시마 고속 교통 히로시마 신교통 1호선 | 히로시마 고속 교통 히로시마 신교통 1호선 |
| ---------------------------------------- | ---------------------------------------- | ---------------------------------------- |
| 신하쿠시마 혼도리 방면                   | ■ 아스트램 라인                          | 우시타 고이키코엔마에 방면               |